# Sosnova Poleana, Radomîșl
Sosnova Poleana (în ucraineană Соснова Поляна) este un sat în orașul raional Radomîșl din raionul Radomîșl, regiunea Jîtomîr, Ucraina.

## Demografie
Componența lingvistică a localității Sosnova Poleana
     Ucraineană (98,18%)
     Rusă (1,82%)
Conform recensământului din 2001, majoritatea populației localității Sosnova Poleana era vorbitoare de ucraineană (98,18%), existând în minoritate și vorbitori de rusă (1,82%).